# Michael Jaeger (Musiker)

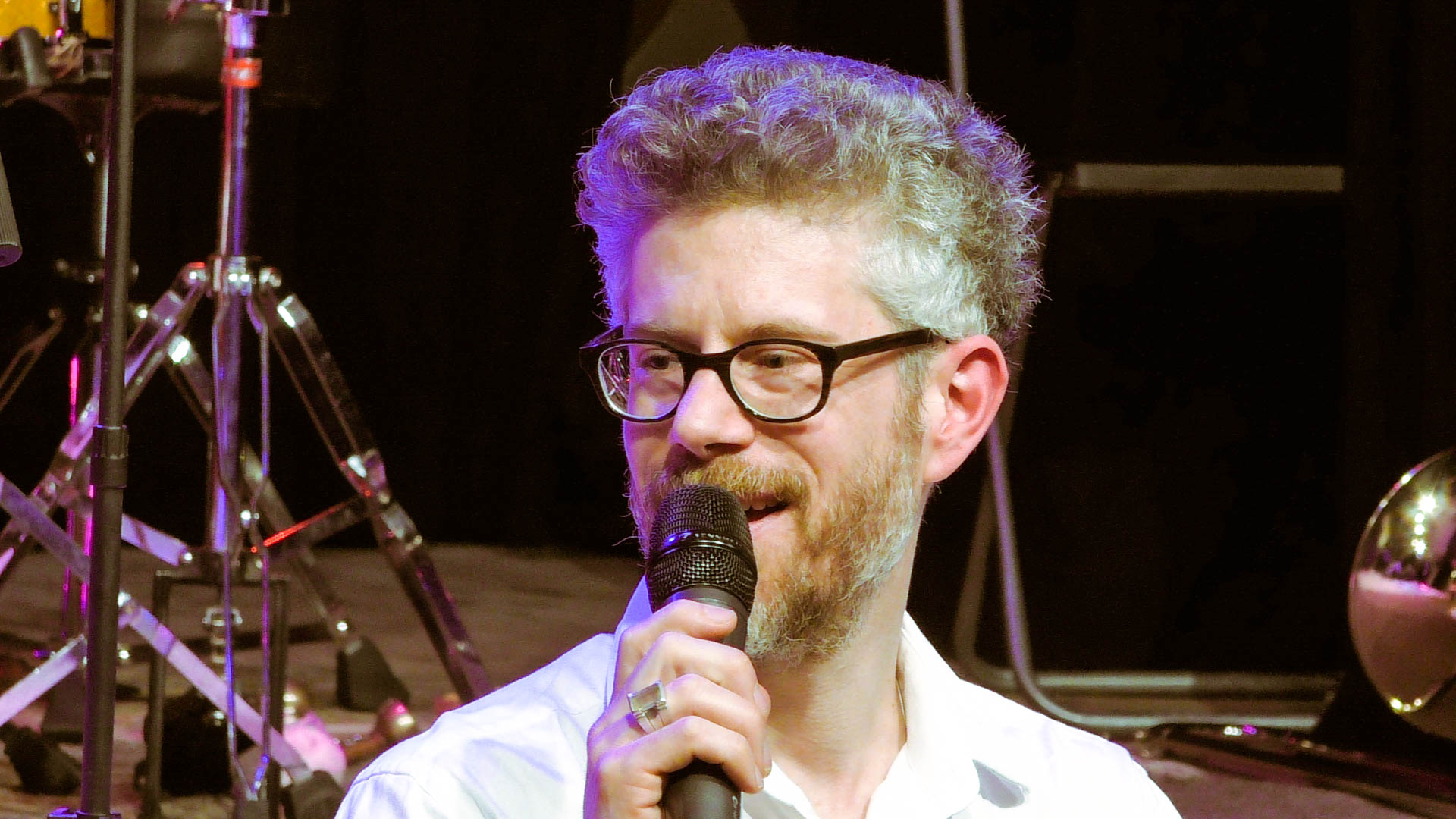
Michael Jaeger (2017). Foto: Mark Nakoykher

Michael Jaeger (* 1976 in Zürich) ist ein Schweizer Jazz-Musiker (Tenorsaxophon, Klarinette, Komposition).

## Leben und Wirken
Jaeger wuchs am Zürichsee auf und hatte schon im frühen Alter ein Duo mit seinem Bruder und heutigen Perkussionisten Chris Jaeger Brown. Von 1999 bis 2004 studierte er Jazz Performance und Pädagogik an der Hochschule Luzern, das er mit Auszeichnung abschloss. Des Weiteren hatte er Unterricht bei Donat Fisch, Anne-Kathrin Graf, Kurt Rosenwinkel und Mark Turner. Er arbeitet seit 2004 in der Schweizer und europäischen Jazzszene. Mit seinem Quartett Michael Jaeger Kerouac (mit Vincent Membrez, Piano, Luca Sisera, Bass, Norbert Pfammatter, Schlagzeug) veröffentlichte er bislang (2016) drei Alben. Ferner spielt er im Trio Jaeger-Gisler-Rainey (mit Fabian Gisler, Bass und Tom Rainey, Schlagzeug) und wirkte bei Aufnahmen der Formationen Dave Gislers Shizzle, Jürg Wickihalder Orchestra und der Schnozgroup mit. Tourneen führten ihn ausserhalb Europas nach Ägypten und in die USA. Seit 2009 arbeitet er ausserdem mit der in New York lebenden Choreographin Yvonne Meier sowie mit Künstlern aus den Bereichen Tanz, Theater, Literatur und Elektronik. Jaeger unterrichtet seit 2004 Saxophon und Klarinette an der Musikschule Prova in Winterthur. 2011 war er Gastdozent am Institut Jazz der Hochschule Luzern. An der Jugendmusikschule Zürich war er vier Jahre als Registerlehrer tätig.

## Diskographische Hinweise
- Michael Jaeger Kerouac Erfindungen (Unit Records, 2006)
- Michael Jaeger Kerouac Outdoors (Intakt Records, 2010, mit Greg Osby und Philipp Schaufelberger als Gastmusiker)
- Michael Jaeger Kerouac Dance Around in Your Bones (Intakt, 2013)
- Jaeger-Gisler-Rainey; A Pyramide Made of Music (Qilin Records, 2015)
- Luca Sisera Roofer: Prospect (Leo, 2015)
- Luca Sisera Roofer Feat. Alexey Kruglov: Moscow Files (Leo Records, 2017)